# Together at Home
Together at Home, également connu sous le nom de One World: Together At Home, est une série de concerts virtuels organisés par Global Citizen et l'artiste et chanteuse engagée Lady Gaga le 18 avril 2020, en collaboration avec l'Organisation mondiale de la santé, pour lutter contre la COVID-19 et soutenir le personnel soignant durant la pandémie.
Les six premières heures du concert ont été diffusées sur YouTube et sur les réseaux sociaux. Les deux dernières heures sont, en plus, diffusées sur de nombreuses chaînes télévisées de plus de 50 pays. Ce gigantesque concert caritatif à domicile rassemble plus de 70 artistes internationaux tels que Stevie Wonder, Elton John, The Rolling Stones, Paul McCartney, Lady Gaga, Céline Dion, Jennifer Lopez, Sam Smith, Chris Martin, Billie Joe Armstrong, Andrea Bocelli, Taylor Swift, Dua Lipa, Billie Eilish ou John Legend. L'événement est suivis par plusieurs centaines de millions de spectateurs à travers le monde et permet de récolter près de 128 millions de dollars de promesse de dons qui seront utilisés dans la recherche d'un vaccin, et dans la production de masques et de respirateurs.

## Participants à une série de concerts
- Alex Gaskarth[4]
- Alissa White-Gluz[5]
- Amy Lee[6]
- Amy Shark[7]
- Anne-Marie[8]
- Anthony Hamilton[9]
- Camila Cabello[10]
- Carla Morrison[11]
- Celeste[10]
- Charlie Puth[12]
- Chris Martin[10]
- Common[13]
- Dermot Kennedy[14]
- Elize Ryd[15]
- G Flip[16]
- Gloria Gaynor[17]
- Guy Sebastian[16]
- Ha*Ash[14]
- H.E.R.[18]
- Jack Johnson[19]
- James Bay[20]
- Jason Mraz[21]
- John Legend[22],[23]
- Jon Batiste[24]
- Joshua Bassett[25]
- Julianne Hough[26]
- Koffee[27]
- Meghan Trainor[28]
- Niall Horan[26]
- Noah Cyrus[29]
- Nomfusi[30]
- OneRepublic[26]
- Rod et Ruby Stewart (en)[31]
- Rufus Wainwright[32]
- Simone Simons[33]
- Steve Aoki[10]
- Tarja Turunen[34]
- Vance Joy[16]
- Wesley Schultz[35]
- Within Temptation[36]
- Years & Years[7]
- Ziggy Marley[37]

## Participants aux concerts[38]
- Adam Lambert,
- Andra Day,
- Angèle,
- Anitta,
- Annie Lennox,
- Becky G,
- Ben Platt,
- Billy Ray Cyrus,
- Black Coffee,
- Bridget Moynahan,
- Burna Boy,
- Cassper Nyovest,
- Charlie Puth,
- Christine and the Queens,
- Common,
- Connie Britton,
- Danai Gurira,
- Delta Goodrem,
- Don Cheadle,
- Eason Chan,
- Ellie Goulding,
- Erin Richards,
- FINNEAS,
- Heidi Klum,
- Hozier,
- Hussain Al Jasmi,
- Jack Black,
- Jacky Cheung,
- Jack Johnson,
- Jameela Jamil,
- James McAvoy,
- Jason Segel,
- Jennifer Hudson,
- Jess Glynne,
- Jessie J,
- Jessie Reyez,
- John Legend,
- Juanes,
- Kesha,
- Lady Antebellum,
- Lang Lang,
- Leslie Odom Jr.,
- Lewis Hamilton,
- Liam Payne,
- Lili Reinhart,
- Lilly Singh,
- Lindsey Vonn,
- Lisa Mishra,
- Lola Lennox,
- Luis Fonsi,
- Maren Morris,
- Matt Bomer,
- Megan Rapinoe,
- Michael Bublé,
- Milky Chance,
- Naomi Osaka,
- Natti Natasha,
- Niall Horan,
- Nomzamo Mbatha,
- P.K. Subban,
- Picture This,
- Rita Ora,
- Samuel L Jackson,
- Sarah Jessica Parker,
- Sebastián Yatra,
- Sheryl Crow,
- Sho Madjozi,
- Sofi Tukker,
- SuperM,
- The Killers,
- The Rolling Stones (dont Charlie Watts).
- Tim Gunn,
- Vishal Mishra,
- Zucchero.

## Concerts diffusés en ligne
Ces artistes interprètent leur chansons en ligne durant les six heures précédant le concert télévisé. L'intégralité du concert d'une durée de huit heures a été visionné plus de 23 millions de fois sur la chaîne Youtube de Global Citizen et plus de 6,2 millions de fois sur la chaîne Youtube de la ABC. Le live Twitter totalise quant à lui plus de 8,7 millions de vues et le live Facebook plus de 8,8 millions.
| Artiste                                      | Chanson                                        | Pays                |
| -------------------------------------------- | ---------------------------------------------- | ------------------- |
| Andra Day                                    | Rise Up                                        | États-Unis          |
| Niall Horan                                  | Black and White                                | Irlande             |
| Vishal Mishra                                | Aaj Bhi                                        | Inde                |
| Sofi Tukker                                  | Purple Hat                                     | États-Unis          |
| Maren Morris et Hozier                       | The Bones                                      | États-Unis Irlande  |
| Adam Lambert                                 | Mad World                                      | États-Unis          |
| Rita Ora                                     | I Will Never Let You Down                      | Royaume-Uni         |
| Hussain Al Jassmi                            | Bahebek Wahashteni Mohem Jedan                 | Émirats arabes unis |
| Kesha                                        | Rainbow                                        | États-Unis          |
| Lang Lang et Gina Alice Redlinger (sa femme) | Four Hands                                     | États-Unis          |
| Orchestre virtuel                            | Le Carnaval des animaux de Camille Saint-Saëns | Terre               |
| Luis Fonsi                                   | No Me Doy por Vencido                          | Porto Rico          |
| Jennifer Hudson                              | Memory                                         | États-Unis          |
| Liam Payne                                   | Midnight                                       | Royaume-Uni         |
| Black Coffee et Delilah Montagu              | Drive                                          | Afrique du Sud      |
| The Killers                                  | Mr. Brightside                                 | États-Unis          |
| Eason Chan                                   | I Have Nothing                                 | Chine               |
| Lisa Mishra                                  | Sanja Ve                                       | Inde                |
| Milky Chance                                 | Stolen Dance                                   | Allemagne           |
| Charlie Puth                                 | See You Again                                  | États-Unis          |
| Jessie Reyez                                 | Coffin                                         | Canada              |
| Picture This (en)                            | Troublemaker                                   | Irlande             |
| Jessie J                                     | Flashlight                                     | États-Unis          |
| Common                                       | The Light                                      | États-Unis          |
| Jacky Cheung                                 | Touch of Love                                  | Chine               |
| Sebastián Yatra                              | Robarte un Beso                                | Colombie            |
| Ben Platt                                    | I Want to Hold Your Hand                       | États-Unis          |
| Delta Goodrem                                | Together We Are One                            | Australie           |
| Annie Lennox                                 | I Saved the World Today                        | États-Unis          |
| Sheryl Crow                                  | I Shall Believe                                | États-Unis          |
| Juanes                                       | Mas Futuro Que Pasado                          | États-Unis          |
| Ellie Goulding                               | Love Me Like You Do                            | Royaume-Uni         |
| Christine and the Queens                     | People, I've Been Sad                          | France              |
| Zucchero                                     | Everybody's Got to Learn Sometime              | Italie              |
| Jack Johnson                                 | Better Together                                | États-Unis          |
| Kesha                                        | Praying                                        | États-Unis          |
| Cassper Nyovest                              | Malome                                         | Afrique du Sud      |
| Adam Lambert                                 | Superpower                                     | États-Unis          |
| Sofi Tukker                                  | Drinkee                                        | États-Unis          |
| Finneas                                      | Let's Fall in Love for the Night               | États-Unis          |
| The Killers                                  | Caution                                        | États-Unis          |
| Jess Glynne                                  | I'll Be There                                  | Royaume-Uni         |
| Sho Madjozi                                  | Good Over Here                                 | Afrique du Sud      |
| Michael Bublé                                | God Only Knows                                 | Canada              |
| Liam Payne et Rita Ora                       | For You                                        | Royaume-Uni         |
| Common                                       | God is Love                                    | États-Unis          |
| Christine and the Queens                     | Mountains We Met                               | France              |
| Ben Platt                                    | Bad Habit                                      | États-Unis          |
| Picture This (en)                            | Winona Ryder                                   | Irlande             |
| Juanes                                       | Es Por Ti                                      | États-Unis          |
| Eason Chan                                   | Love                                           | Chine               |
| Charlie Puth                                 | Attention                                      | États-Unis          |
| Leslie Odom Jr. et Nicolette Robinson        | Brown Skin Girl                                | États-Unis          |
| Billy Ray Cyrus                              | Sunshine Girl                                  | États-Unis          |
| Ellie Goulding                               | Burn                                           | Royaume-Uni         |
| Sheryl Crow                                  | Everyday Is a Winding Road                     | États-Unis          |
| Hozier                                       | Take Me to Church                              | Irlande             |
| Angèle                                       | Balance ton quoi                               | Belgique            |
| Sebastián Yatra                              | Un Año                                         | Colombie            |
| SuperM                                       | With You                                       | Corée du Sud        |
| Luis Fonsi                                   | Despacito                                      | Porto Rico          |
| Jessie J                                     | Bang Bang                                      | États-Unis          |
| Lady Antebellum                              | What I'm Leaving For                           | États-Unis          |
| Annie Lennox et Lola Lennox                  | There Must Be an Angel (Playing with My Heart) | États-Unis          |
| Niall Horan                                  | Slow Hands                                     | Royaume-Uni         |
| John Legend                                  | Bigger Love                                    | États-Unis          |
| Jennifer Hudson                              | Hallelujah                                     | États-Unis          |

## Concert diffusé à la télévision
Aux États-Unis, Jimmy Fallon, Jimmy Kimmel et Stephen Colbert ont présenté depuis chez eux le concert principal de 2 heures retransmis sur ABC, CBS et NBC, et réunit 20,7 millions de spectateurs . L'événement a également été diffusée simultanément sur certains réseaux de télévision par câble, plates-formes de streaming et réseaux de diffusion internationaux américains.
En France, le concert est animé par Daphné Bürki et André Manoukian sur France 2 et par Stéphanie Renouvin et Éric Jean-Jean, en simultané sur W9 et RTL2. Il est aussi diffusé sur CStar en version originale et sans commentateur. Entre 2 h et 4 h du matin, 319 000 français sont devant leur télévision pour voir le concert en direct. En détail : 207 000 devant France 2 (soit 10,8 % du public) , 63 000 devant W9 (soit 3,3 % de part de marché) et enfin 49 000 téléspectateurs étaient devant CStar (soit 2,5 % de part de marché). Les rediffusions sur France 4 et France 2 le lendemain au soir réunissent quant à elles 951 000 spectateurs (645 000 sur France 2 et 306 000 sur France 4) . Au total, 1,3 million de spectateurs français ont regardé le concert en direct et en rediffusion.
Au Royaume-Uni, le concert diffusé entre autres par la BBC totalise 6 millions de téléspectateurs et 26% de part de marché.
Le concert est diffusé dans de très nombreux pays d'Amérique Latine, notamment en Argentine, au Brésil, en Colombie et au Mexique. Il est vu par plus de 65 millions de spectateurs sur le continent sud américain[réf. à confirmer].
Le nombre de téléspectateurs autour du globe est estimé à plus de 270 millions.
| Artiste(s)                                                 | Chanson(s)                              | Pays                     |
| ---------------------------------------------------------- | --------------------------------------- | ------------------------ |
| Lady Gaga                                                  | Smile                                   | États-Unis               |
| Stevie Wonder                                              | Lean On Me Love's in Need of Love Today | États-Unis               |
| Paul McCartney                                             | Lady Madonna                            | Royaume-Uni              |
| Kacey Musgraves                                            | Rainbow                                 | États-Unis               |
| Christine and the Queens                                   | People, I've Been Sad                   | France                   |
| Elton John                                                 | I'm Still Standing                      | Royaume-Uni              |
| The Roots featuring Jimmy Fallon                           | Safety Dance                            | États-Unis               |
| Maluma                                                     | Carnaval                                | Colombie                 |
| Chris Martin                                               | Yellow                                  | Royaume-Uni              |
| Shawn Mendes Camila Cabello                                | What a Wonderful World                  | Canada Cuba              |
| Eddie Vedder                                               | River Cross                             | États-Unis               |
| Lizzo                                                      | A Change Is Gonna Come                  | États-Unis               |
| The Rolling Stones                                         | You Can't Always Get What You Want      | Royaume-Uni              |
| Keith Urban                                                | Higher Love                             | États-Unis               |
| Burna Boy                                                  | African Giant Hallelujah                | Nigeria                  |
| Angèle                                                     | Balance ton quoi                        | Belgique                 |
| Jennifer Lopez                                             | People                                  | États-Unis               |
| John Legend et Sam Smith                                   | Stand by Me                             | États-Unis Royaume-Uni   |
| Billie Joe Armstrong                                       | Wake Me Up When September Ends          | États-Unis               |
| Christine and the Queens                                   | Mountains We Met                        | France                   |
| Billie Eilish Finneas                                      | Sunny                                   | États-Unis               |
| Taylor Swift                                               | Soon You'll Get Better                  | États-Unis               |
| Lady Gaga Celine Dion John Legend Andrea Bocelli Lang Lang | The Prayer                              | États-Unis Canada Italie |

### Diffusion internationale
Le concert est retransmis sur de très nombreuses chaines de télévision à travers le monde dont voici les principales :
- Afrique : BET, Comedy Central, MTV Africa, MTV Base et Vuzu
- Afrique du Sud : Vuzu
- Albanie : RTSH 2
- Allemagne : ZDFneo, RTL, MTV et Comedy Central
- Amérique centrale : TNT, AXN, et Sony Channel
- Argentine : Telefe, Comedy Central, MTV, MTV Hits, Paramount Channel, VH1, VH1 HD, VH1 MegaHits, TNT, AXN, Sony Channel et National Geographic.
- Australie : Network 10, Seven Network, Nine Network, National Geographic, MTV Australia, E! (Australia) et beIN Sports
- Autriche : Comedy Central
- Belgique : Eén, Q2, MTV
- Birmanie : Canal+ Gita
- Bolivie : TNT
- Brésil : Rede Globo, Multishow, Comedy Central, MTV, Paramount Channel, VH1 HD, VH1 MegaHits, TNT, AXN, et Sony Channel
- Bulgarie : Nova
- Cambodge : beIN Sports
- Canada : CTV, CTV 2, Citytv, Global, CBC, Ici Radio-Canada Télé, ABC Spark, CP24, Much, MTV, National Geographic, TSN, Vrak, iHeartRadio Canada, Kiss Radio, Virgin Radioand CBC Music
- Caraïbes : Digicel et TNT
- Chili : Chilevisión, TNT, AXN, et Sony Channel
- Colombie : Caracol Televisión, Comedy Central, MTV, MTV Hits, Paramount Channel, VH1 HD, VH1 MegaHits, TNT, AXN, et Sony Channel
- Corée du Sud : SBS MTV et National Geographic
- Danemark : TV 2, VH1 et Paramount Network
- Émirats arabes unis : Dubai TV
- Équateur: TNT
- Espagne : La 1 et MTV
- Finlande : Yle TV2, Yle Areena et Paramount Network
- Hong Kong : Joox, TVB Finance & Information Channel, Hong Kong International Business Channel et beIN Sports
- Hongrie : RTL Spike, MTV et Comedy Central
- Inde : AXN, Colors Infinity, Comedy Central, Sony Liv, Sony Pix et VH1
- Indonésie : beIN Sports
- Israël : MTV
- Italie : Rai 1, Rai Radio 2, MTV, VH1, Comedy Central, MTV Music et National Geographic
- Irlande : RTÉ2 et RTÉ 2FM
- Japon : Fuji TV
- Laos : beIN Sports
- Malaisie : beIN Sports
- Mexique : Comedy Central, MTV, MTV Hits, Paramount Channel, VH1, VH1 HD, VH1 MegaHits, AXN, et Sony Channel
- Norvège : TV 2
- Nouvelle-Zélande : beIN Sports et MTV
- Paraguay : TNT
- Pays-Bas : MTV
- Pérou : TNT
- Philippines : beIN Sports
- Pologne : Canal+, MTV, Paramount Channel et Comedy Central
- Portugal : TVI
- République tchèque : Prima Comedy Central
- Roumanie : MTV et Comedy Central
- Russie : MTV
- Singapour : MediaCorp Channel 5,meWatch.sg et beIN Sports
- Suisse : SVT1, TV4 et Paramount Network
- Thaïlande : beIN Sports
- Turquie : National Geographic et beIN Sports
- Uruguay : TNT
- Venezuela : TNT, AXN, et Sony Channel
- Viêt Nam : K+ NS

## Autres concerts
D'autres concerts de ce type ont été diffusés cette année, notamment Eurovision: Europe Shine a Light, où des anciens vainqueurs du concours en plus des 41 participants prévus pour cette saison ont présenté une de leurs chansons de façon bénévole. Le concert a été diffusé dans 45 pays.